# オンリー・ザ・ストロング
オンリー・ザ・ストロング（Only The Strong）は1993年のアメリカ映画。 

## 概説
劇場未公開作。ブラジルの伝統的格闘技カポエイラを題材にしたアクション系B級映画。かつて陸軍特殊部隊にいた元軍人がカポエイラを使って悪と戦う映画。
本作のサウンドトラックに収録された「Zoom-Zoom-Zoom」は、後にマツダのブランドイメージソングに起用された（現在も使用中）。

## 内容
かつて陸軍特殊部隊にいた軍人のルイスはカポエイラを取得し、恩師に会うために故郷のマイアミに帰って母校を訪ねるが、そこは荒廃した不良の巣窟と化していた。そこでカポエイラを使って生徒共を更生さそうと考えたが、ギャングの魔の手が忍び寄ってくる。

## スタッフ
- 監督・脚本：シェルドン・レティック
- 製作総指揮：ヴィクター・ハディダ
- 製作：サミュエル・ハディダ
- 脚本：ルイス・エステバン
- 撮影：エドワード・ペイ
- 音楽：ハーヴェイ・W・メイソン

## キャスト
- マーク・ダカスコス
- ジェフリー・ルイス
- ステイシー・トラヴィス
- パコ・クリスチャン・プリート
- トッド・サスマン
- ジェフリー・アンダーソン＝ガンター
- リチャード・コッカ